# Filip Teodorescu
Filip Teodorescu (n. 24 iunie 1939, Ploiești) este un fost colonel român de securitate, care a îndeplinit funcția de locțiitor al șefului Direcției contraspionaj din Departamentul Securității Statului.
A absolvit Școala de Ofițeri de Securitate și apoi Facultatea de Drept din București. A îndeplinit funcția de locțiitor al șefului Direcției contraspionaj din Departamentul Securității Statului.
După schimbarea regimului din 1989, a fost inculpat pentru participare la reprimarea revoluției din 1989 de la Timișoara, fiind până la urmă achitat pentru "neîndeplinirea tuturor elementelor constitutive ale infracțiunii".
A scris cartea Un risc asumat, o lucrare în care lucrătorul în informații povestește evenimentele din 1989 la care a fost martor, cât și perioada de detenție la care a fost supus.

## Lucrări publicate
- Un risc asumat, editura Viitorul Românesc, București 1992.